# Warren K. Lewis
Warren Kendall Lewis (21 août 1882 – 9 mars 1975) est un professeur du Massachusetts Institute of Technology (MIT) qui a été surnommé le père du génie chimique moderne. Il est coauteur d'un manuel important sur le sujet publié en 1923 qui introduit le concept d'opération unitaire.